# M-gänga
M-gänga, metrisk gänga, ISO M-gänga är den vanligaste typen av gängsystem. Den var en av de första standarderna som antogs av Internationella standardiseringsorganisationen (ISO).

## Gängprofilens egenskaper

M-gängans profil för både inre och yttre gängor

M-gängan definieras av den internationella standarden ISO 68-1. Varje gängdimension karaktäriseras av sin ytterdiameter D och stigning P. M-gängor är symmetriska och V-formade. Gängornas flanker bildar vinkeln 60 grader och den yttre åttondelen och den inre fjärdedelen av gängorna är avskurna (se figur). 
Sambandet mellan höjden H och stigningen P ges av
{\displaystyle H={\frac {\sqrt {3}}{2}}P\approx 0{,}866P}
För en yttergänga, till exempel på en skruv, är ytterdiametern D och innerdiametern D1 maximummått, vilket innebär att skruven inte får ha större diameter än D, men att gängorna kan vara djupare än innerdiametern D1. 
Hos innergängor, som på en mutter, är D och D1 på motsvarande sätt minimummått, vilket innebär att den fria diametern måste vara minst D1 och att gängorna kan vara djupare än D.
Sambanden mellan D1 respektive D2 och D är
{\displaystyle D_{\mathrm {1} }=D-2\cdot {\frac {5}{8}}\cdot H=D-{\frac {5{\sqrt {3}}}{8}}\cdot P\approx D-1{,}082532\cdot P\approx D-1{,}08\cdot P}
(Jämför med den gamla tumregeln: innerdiametern är lika med ytterdiametern minus stigningen - felar bara 8 procent av stigningen, vilket motsvarar 0,12 mm för en M10-gänga)
{\displaystyle D_{\mathrm {2} }=D-2\cdot {\frac {3}{8}}\cdot H=D-{\frac {3{\sqrt {3}}}{8}}\cdot P\approx D-0{,}649519\cdot P\approx D-0{,}65\cdot P}

## Beteckningar
Dimensionen hos M-gängor betecknas med bokstaven M följt av ytterdiametern D och stigningen P angivna i millimeter och separerade av ett multiplikationstecken, (×).
Exempel: M8×1
Om gängan är grov (se nedan) utelämnas stigningen normalt ur beteckningen.
Exempel: M8 är alltså den normala beteckningen för M8×1.25.

## Vanliga dimensioner
Standarden ISO 261 ger en detaljerad lista av kombinationer för diameter och stigning. Standarden ISO 262 ger följande kortare lista av dimensioner, vanliga för skruvar och muttrar.
| Gänga    | Gänga    | Stigning P (mm) | Stigning P (mm) | Stigning P (mm) | Stigning P (mm) |          | Gänga    | Gänga | Stigning P (mm) | Stigning P (mm) | Stigning P (mm) |
| 1:a hand | 2:a hand | grov            | fin             | fin             | fin             | 1:a hand | 2:a hand | grov  | fin             | fin             |                 |
| -------- | -------- | --------------- | --------------- | --------------- | --------------- | -------- | -------- | ----- | --------------- | --------------- | --------------- |
| M1       |          | 0,25            |                 |                 |                 | M16      |          | 2     | 1,5             |                 |                 |
| M1,2     |          | 0,25            |                 |                 |                 |          | M18      | 2,5   | 2               | 1,5             |                 |
|          | M1,4     | 0,3             |                 |                 |                 | M20      |          | 2,5   | 2               | 1,5             |                 |
| M1,6     |          | 0,35            |                 |                 |                 |          | M22      | 2,5   | 2               | 1,5             |                 |
|          | M1,8     | 0,35            |                 |                 |                 | M24      |          | 3     | 2               |                 |                 |
| M2       |          | 0,4             |                 |                 |                 |          | M27      | 3     | 2               |                 |                 |
| M2,5     |          | 0,45            |                 |                 |                 | M30      |          | 3,5   | 2               |                 |                 |
| M3       |          | 0,5             |                 |                 |                 |          | M33      | 3,5   | 2               |                 |                 |
|          | M3,5     | 0,6             |                 |                 |                 | M36      |          | 4     | 3               |                 |                 |
| M4       |          | 0,7             |                 |                 |                 |          | M39      | 4     | 3               |                 |                 |
| M5       |          | 0,8             |                 |                 |                 | M42      |          | 4,5   | 3               |                 |                 |
| M6       |          | 1               |                 |                 |                 |          | M45      | 4,5   | 3               |                 |                 |
|          | M7       | 1               | 0,75            |                 |                 | M48      |          | 5     | 3               |                 |                 |
| M8       |          | 1,25            | 1               |                 |                 |          | M52      | 5     | 4               |                 |                 |
| M10      |          | 1,5             | 1,25            | 1               |                 | M56      |          | 5,5   | 4               |                 |                 |
| M12      |          | 1,75            | 1,5             | 1,25            | 1,0 (elcykel)   |          | M60      | 5,5   | 4               |                 |                 |
|          | M14      | 2               | 1,5             |                 |                 | M64      |          | 6     | 4               |                 |                 |

Grov gänga är den vanligast använda. Dessutom finns en eller två finare gängor med mindre stigning definierade för användning där grövre gängor skulle vara olämpliga (till exempel vid gängning av rör med tunna väggar). När gängor inte ingår i skruvar och muttrar utan utgör en mer direkt del av konstruktionen, t.ex. i kabelförskruvningar, filter- eller fattningsgängor för optik etc, är det vanligt att gängorna är relativt fina i förhållande till diametern, 1 mm stigning är t.ex. vanligt på diametrar långt över 6 mm.

## Hållfasthetsklasser
Hållfasthetsklassen står ofta instansad på ovansidan av skruvskallen. Klass 8.8 är vanligast förekommande. Siffran före punkten anger 1/100 av brottgränsen i MPa och siffran efter punkten 1/10 av förhållandet mellan brottgräns och sträckgräns. Hållfasthetsmärkning 12.9 innebär alltså en brottgräns på 1 200 MPa och en sträckgräns på 90 procent av det, det vill säga 1 080 MPa.

## Nyckelvidder
Vanligen förekommande nyckelvidder på skruvar med sexkantsskalle och muttrar. Andra (oftast mindre) dimensioner förekommer också där tillverkaren vill spara vikt och/eller tillverkningskostnad. Ibland används också muttrar som är någon mm större än skruvhuvudet för att man inte ska behöva ha två nycklar av samma dimension.
| Gänga | Nyckelvidd       | Nyckelvidd        | Nyckelvidd         |
| Gänga | skruv ISO 272 mm | mutter DIN 934 mm | mutter ISO 4032 mm |
| ----- | ---------------- | ----------------- | ------------------ |
| M3    | 5,5              | 5,5               |                    |
| M4    | 7                | 7                 |                    |
| M5    | 8                | 8                 |                    |
| M6    | 10               | 10                |                    |
| M7    | 11               | 11                |                    |
| M8    | 13               | 13                |                    |
| M10   | 16 (17)          | 17                | 16                 |
| M12   | 18 (19)          | 19                | 18                 |
| M14   | 21 (22)          | 22                | 21                 |
| M16   | 24               | 24                | 24                 |
| M18   | 27               | 27                |                    |
| M20   | 30               | 30                | 30                 |

Parenteser avser en äldre standard.

## Borrdiametrar
Borrdiametrar för skärande gängning av hål. Generellt gäller att man kan borra hålet som ytterdiametern på skruven minus stigningen. Vid gängning av hårdare material (till exempel rostfritt och titan) kan man borra något större hål så att gängningen kan genomföras med lägre moment och risken att gängtappen bryts av minskar. Skruvförbandets hållfasthet minskar något men endast obetydligt då topparna på gängorna inte står för den huvudsakliga hållfastheten. Förborrningen vid bottenhål bör göras minst 3,5 stigningar djupare än erforderligt gängdjup, eftersom de första skären på gängtappen skapar en ofullständig gänga.
| Grovgängade skruvar | Grovgängade skruvar | Grovgängade skruvar | Grovgängade skruvar | Grovgängade skruvar |
| Gänga               | Stigning mm         | Kärndiameter mm     | Borrdiameter mm     |                     |
| ------------------- | ------------------- | ------------------- | ------------------- | ------------------- |
| M1,6                | 0,35                | 1,321               | 1,25                |                     |
| M1,8                | 0,35                | 1,521               | 1,45                |                     |
| M2                  | 0,4                 | 1,679               | 1,6                 |                     |
| M2,2                | 0,45                | 1,833               | 1,75                |                     |
| M2,5                | 0,45                | 2,138               | 2,05                |                     |
| M3                  | 0,5                 | 2,599               | 2,5                 |                     |
| M3,5                | 0,6                 | 3,010               | 2,9                 |                     |
| M4                  | 0,7                 | 3,422               | 3,3                 |                     |
| M4,5                | 0,75                | 3,878               | 3,8                 |                     |
| M5                  | 0,8                 | 4,334               | 4,2                 |                     |
| M6                  | 1,0                 | 5,153               | 5                   |                     |
| M7                  | 1,0                 | 6,153               | 6                   |                     |
| M8                  | 1,25                | 6,912               | 6,8                 |                     |
| M9                  | 1,25                | 7,912               | 7,8                 |                     |
| M10                 | 1,5                 | 8,676               | 8,5                 |                     |
| M11                 | 1,5                 | 9,676               | 9,5                 |                     |
| M12                 | 1,75                | 10,441              | 10,2                |                     |
| M14                 | 2,0                 | 12,210              | 12                  |                     |
| M16                 | 2,0                 | 14,210              | 14                  |                     |
| M18                 | 2,5                 | 15,744              | 15,5                |                     |
| M20                 | 2,5                 | 17,744              | 17,5                |                     |
| M22                 | 2,5                 | 19,744              | 19,5                |                     |
| M24                 | 3,0                 | 21,252              | 21                  |                     |